# ムーキン戦隊デジラジャー
ムーキン戦隊デジラジャー（むーきん・せんたい・でじらじゃー）は、かつて宮崎放送で放送されていたラジオ番組である。2005年10月15日に放送開始、2011年3月27日に放送終了。
デジラジャーは、いわゆるご当地ヒーロー、ローカルヒーローと呼ばれる存在である。毎週、番組専用のブログ上に「お題」が提示され、リスナーはそれに沿った、面白い内容のコメントを投稿することで番組に参加する。寄せられたコメントはブログ上に掲載されるほか、リーダー(レッド)たちの目に留まったものは放送で紹介される。さらに、紹介された中から「今週の一等賞」に選ばれると、デジラジャーカラー、もしくはポイントが進呈される。

## 番組コンセプト
オンエアの冒頭では、次のような紹介ナレーションが流れる。
説明しよう！このプログラムは、リスナーと協力して地球を守る。そのためには、みんなの力が必要だ！参加方法は簡単。MRTのホームページからムーキン戦隊デジラジャーの真っ赤なブログを開いて、お題について素敵に書き込むだけ。パソコンからでも、携帯からでもOK。その日のMVPには素敵な色を授ける。行け！デジラジャー！コンパクトだけど落ち込むな、デジラジャー！
面白いコメントを寄せたリスナーには、希望の色を与えるとされているが、実際に希望がかなったのは、MBCの岡田(どどめ色)のみ。基本的には、担当ディレクターやリーダー(レッド)が決定した色を与えている（色とは言い難いものも多数ある）。

## 番組クール
番組には、改編や人事異動にともなうクールが存在する。第五期では、生放送から録音放送となり、また放送時間にあわせて『ムーキン戦隊デジラジャー・ハーフ』に改名されている。
- 第一期（2005年10月15日〜）
  - 放送日時：土曜日20:00〜21:00
  - 番組進行：リーダー(レッド)、マドンナ(ピンク)
  - 担当ディレクター：ディレクター(漆黒)
- 第二期（2006年2月18日〜）
  - 放送日時：月曜日20:00〜21:00
  - 番組進行：リーダー(レッド)、マドンナ(ピンク)
  - 担当ディレクター：ディレクター(バラ色)
- 第三期（2006年4月3日〜）
  - 放送日時：月曜日20:10〜21:00
  - 番組進行：リーダー(レッド)、オダーマ(グリーン)
  - 担当ディレクター：ディレクター(バラ色)
- 第四期（2006年10月7日〜）
  - 放送日時：土曜日20:00〜21:00
  - 番組進行：リーダー(レッド)、オダーマ(グリーン)
  - 担当ディレクター：ディレクター(バラ色)
- 第五期（2007年4月7日〜）
  - 放送日時：土曜日23:00〜23:20
  - 番組進行：リーダー(レッド)、週ごとのゲスト
  - 担当ディレクター：不明（リーダーが代理か）
- 第六期（2008年4月6日〜）
  - 放送日時：日曜日11:00〜11:30
  - 番組進行：リーダー(レッド)、週ごとのゲスト
  - 担当ディレクター：不明
- 第七期（2008年10月5日〜）
  - 放送日時：日曜日23:30〜24:00
  - 番組進行：リーダー(レッド)、週ごとのゲスト
  - 担当ディレクター：不明
- 第八期（2009年4月4日〜）
  - 放送日時：土曜日23:00〜23:30
  - 番組進行：リーダー(レッド)、大村恵子 or 迫田江里、週ごとのゲスト
  - 担当ディレクター：不明
- 第九期（2010年9月4日〜）
  - 放送日時：土曜日21:00〜21:30
  - 番組進行：リーダー(レッド)、大村恵子 or 迫田江里、週ごとのゲスト
  - 担当ディレクター：不明
- 第十期（201?年?月?日〜）
  - 放送日時：日曜日23:30〜24:00
  - 番組進行：リーダー(レッド)、大村恵子 or 田代剛
  - 担当ディレクター：不明

## 放送内容
- デジラジャーぶろぐ（投稿紹介・前半）
- 週代わりコーナー
  - ラブあ〜んどチィース！（恋愛相談）
  - デジラジャーぽえむ（ノンジャンルの詩の紹介）
  - 胸キュンソング（歌詞紹介リクエスト）
  - ゲスト（宮崎県内で活動しているバンドなど）
  - 突然！デジ電話！！！（デジラジャー隊員や、リスナーに電話をする）
- デジラジャーぶろぐ2（投稿紹介・後半）

※コーナーの合間には「○×プレゼンツ」と称して曲がかかる。

## デジラジャー隊員
降板した番組製作側の隊員は、名誉隊員として称えられ、たまにゲストとして出演することがある。
- 名誉隊員
  - No.001 ディレクター(漆黒)
  - No.002 マドンナ(ピンク)
  - No.003 オダーマ(グリーン)
  - No.004 ディレクター(バラ色)
- 現役隊員
  - No.001 リーダー(レッド)
  - No.002 花ぽん(うすみどり)
  - No.003 ヒポポ(イエロー)
  - No.004 しゃしゅしょ(ラベンダー)
  - No.005 あ〜る(ホワイティ)
  - No.006 パルック(オゥレンジ)
  - No.007 テリー(群青)
  - No.008 モコティーナ(ぴゅあホワイト)
  - No.009 アンドレカンドレ(ソース色)
  - No.010 ドレミ男(みずいろの雨)
  - No.011 うお(スケルトン)
  - No.012 イブ(MUGO・ん…色っぽい)
  - No.013 たーみー(焼き肉のタレ色) 186
  - No.014 MBCの岡田(どどめ色)
  - No.015 岐阜のなおちゃん(ホワイトゥー)
  - No.016 都城の元気ボーイたにやん ＼(o￣∇￣o)ハーイ(白黒) ←名簿上は欠番
  - No.017 UHM(駱駝色)
  - No.018 ジョバイロ(江戸紫)
  - No.019 たーくん(暗黒)
  - No.020 秋葉ぢゃなく秋菜(パーポー)
  - No.021 キャプテン夫人♪(まつざきしげる色)
  - No.022 チャリンコーカリー(単チェ)
  - No.023 一英(たまむし色)
  - No.024 とりちゃん(とりのこ色)
  - No.025 ぢゃむ猫(萌黄色)
  - No.026 りんご(あかね色)
  - No.027 りょうすけレンジャーズ(梅色)
  - No.028 なりみっち(たんぽぽ色)
  - No.029 橘通りスタイル!(スッピンピンク)
  - No.030 りゅうちゃん(若葉色)
  - No.031 清武県民(インド赤)
  - No.032 ポン酢(月白)
  - No.033 宇納間弓(サーモンピンク)
  - No.034 あしたのジャー(金茶色)
  - No.035 ジャガー横倒し(つちのこ色)
  - No.036 TT200X(ひすい色)
  - No.037 シモーネ(柳色)
  - No.038 サダヲアベンシス(空色)
  - No.039 バッドカンパニー(ウルトラマリン)
  - No.040 寝ぐせです・ベンツ(くるみ色)
  - No.041 はまうえ先生(シグナルレッド)
  - No.042 バラ色代理の代理(いっこん染め)
  - No.043 スキヤキ(あまいろ)
  - No.044 ハゲ増し太郎(薄墨色)
  - No.045 仲根かすみ防衛軍(かすみ色)
  - No.046 ううたん(ストロベリー色)
  - No.047 まみまま(みかん色)
  - No.048 バラ色代理(はちみつ色)
  - No.049 コリン星人(不思議色)
  - No.050 ジョニーJr.(なつめ色)
  - No.051 うさぴょん(スノーホワイト)
  - No.052 カフェラテ(ベビーピンク)
  - No.053 全員集合(スッパ甘甘色)
  - No.054 亜紀奈(小麦色)
  - No.055 マロン(グラッセ色)
  - No.056 えびののスタンハンセン（シルバー色）
  - No.057 スピリッツ（マンゴー色）
  - No.058 さかなかな（チョコバナナ色）
  - No.059 ★心彩（あでやかな色）
  - No.999 蘇我馬夫(馬)

## デジラジャーソング
番組第三期のコーナー「デジ耳ックス」において、デジラジャーから連想するキーワードから作詞して、デジラジャーの主題歌を作ろうと、「デジラジャーソングを作ろう！！！」というお題が出された。作曲を担当するのは、元0930の経歴をもつオダーマ（児玉美代＜おだま＞グリーン）。

その後、3ヶ月の間に寄せられた多種多様なキーワード、歌詞が番組の中で紹介されたり、できあがったイントロ部分が披露されたりした。そして、お題から数えること5ヶ月、2006年8月14日の放送で、ついにデジラジャーソングが完成、オンエアされた（この日は1番のみ。2〜5番は、以降の放送で順次オンエアされた）。しかし、歌詞に投稿が反映されることはなかった。
- 1番：デジラジャー全体のテーマ
- 2番：リーダー（レッド）のテーマ
- 3番：ディレクター（バラ色）のテーマ
- 4番：オダーマ（グリーン）のテーマ
- 5番：マドンナ（ピンク）のテーマ

この後、2006年12月23日にはクリスマス・アレンジがオンエアされるなどした。

## 事件
- 娘がラジオの生放送にレギュラー出演すると聞いて、島根県在住のマドンナ（ピンク）の両親が、高性能ラジオ『SONY ICF-SW7600GR』（希望小売価格42,000円）を購入したことが発表され、一時、話題を呼んだ。なお、マドンナ（ピンク）が降板した後のことは知られていない。
- 2006年7月10日の放送で、今週の一等賞になったペンネーム「こぶ平」に「しょうぞう色」が与えられたが、後日、「都城の元気ボーイたにやん ＼(o￣∇￣o)ハーイ(白黒)」のダブルネームであることが発覚した。これによって、「しょうぞう色」の授与は撤回され、ポイントもマイナス20となり、さらに「白黒」も没収という厳しい処分が下された（ながらくデジラジャーカラーが没収されたままであったが、2007年4月21日の放送で「白黒」とコールされたことから、復帰したものとみられる）。